# Macrolejeunea cerina
Macrolejeunea cerina là một loài Rêu trong họ Lejeuneaceae. Loài này được (Lehm. & Lindenb.) Gradst. mô tả khoa học đầu tiên năm 1989.